# Nandian
Nandian är en köping i Kina. Den ligger i provinsen Hebei, i den norra delen av landet, omkring 260 kilometer sydväst om huvudstaden Peking. Antalet invånare är 23 586. Befolkningen består av 11 435 kvinnor och 12 151 män. Barn under 15 år utgör 19,0 %, vuxna 15-64 år 73 %, och äldre över 65 år 6,0 %.
Runt Nandian är det ganska tätbefolkat, med 155 invånare per kvadratkilometer. Närmaste större samhälle är Donghuishe, 15,1 km söder om Nandian. Trakten runt Nandian består till största delen av jordbruksmark.
Genomsnittlig årsnederbörd är 656 millimeter. Den regnigaste månaden är juli, med i genomsnitt 206 mm nederbörd, och den torraste är december, med 4 mm nederbörd.